# Добрушево
Добрушево (мкд. Добрушево) је насеље у Северној Македонији, у јужном делу државе. Добрушево припада општини Могила.
До 2004. године Добрушево је било седиште истоимене општине, која је потом припојена општини Могила.

## Географија
Насеље Добрушево је смештено у јужном делу Северне Македоније. Од најближег већег града, Битоља, насеље је удаљено 26 km североисточно.
Добрушево се налази у средишњем делу Пелагоније, највеће висоравни Северне Македоније. Насељски атар је махом равничарски, док се даље, на истоку, издиже Селечка планина. Западно од насеља протиче Црна река. Надморска висина насеља је приближно 600 метара.
Клима у насељу је континентална.

## Историја
У месту је 1900. године у цркви и српској школи прослављена школска слава Св. Сава. Чинодејствовао је поп Трајче, а домаћин славе био настојатељ школе Тола Петковић.

## Становништво
Добрушево је према последњем попису из 2002. године имало 624 становника.
Претежно становништво по последњем попису су етнички Македонци (100%).
Већинска вероисповест је православље.